# Пиана дели Албанези
Пиа̀на дели Албанѐзи (на италиански: Piana degli Albanesi; на сицилиански: Chiana, Киана, на арбърешки Hora e Arbëreshëvet, Хора е Арбърешъвет) е градче и община в Южна Италия, провинция Палермо, автономен регион и остров Сицилия. Разположено е на 720 m надморска височина. Населението на общината е 6075 души (към 2010 г.).
В това село живее албанско общество, наречено арбъреши. Те са се заселили в този район между XV и XVIII век като бежанци от османското владичество. Градче Пиана дели Албанеси е част от етнографическия район Арберия.